# Возрождение живописи варли

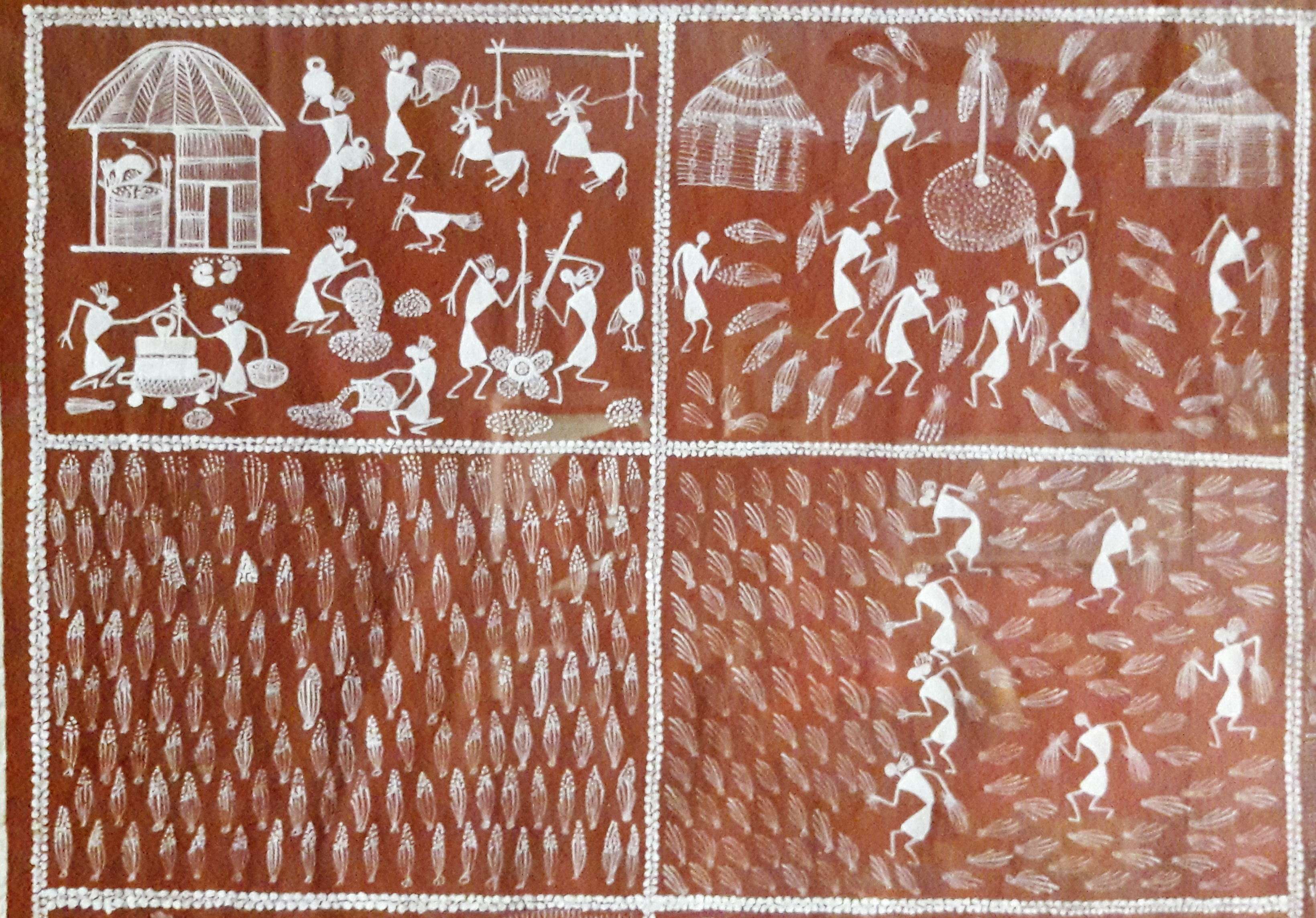
Искусство Warli

Возрождение живописи варли (англ. Warli painting revival) — течение изобразительного искусства племени варли, расселенного в основном на территории двух индийских штатов — Махараштра и Гуджарат. Живопись варли стала известна благодаря традиции создания самобытных ритуальных росписей, ставших популярными во всем мире в 1970—1980-х годах благодаря творчеству Дживья Сома Маше (Jivya Soma Mashe), который первым перенёс традиционное искусство варли на бумагу и стал популяризировать его без привязки к ритуальным действиям.

## Специфика течения
Изобразительная традиция варли имеет ряд особенностей:
- многочисленность фигур людей, животных, птиц, показанных в движении
- в отличие от других народных изобразительных традиций Индии— отличается нарочитой простотой и схематичностью, напоминающей пещерные изображения.
- использование элементарных геометрических фигур и элементов, создающие динамичность визуального ряда, — треугольники (фигуры людей и животных, составленные из двух треугольников, напоминают по форме песочные часы), спирали, квадраты, овалы.

Примеры работ

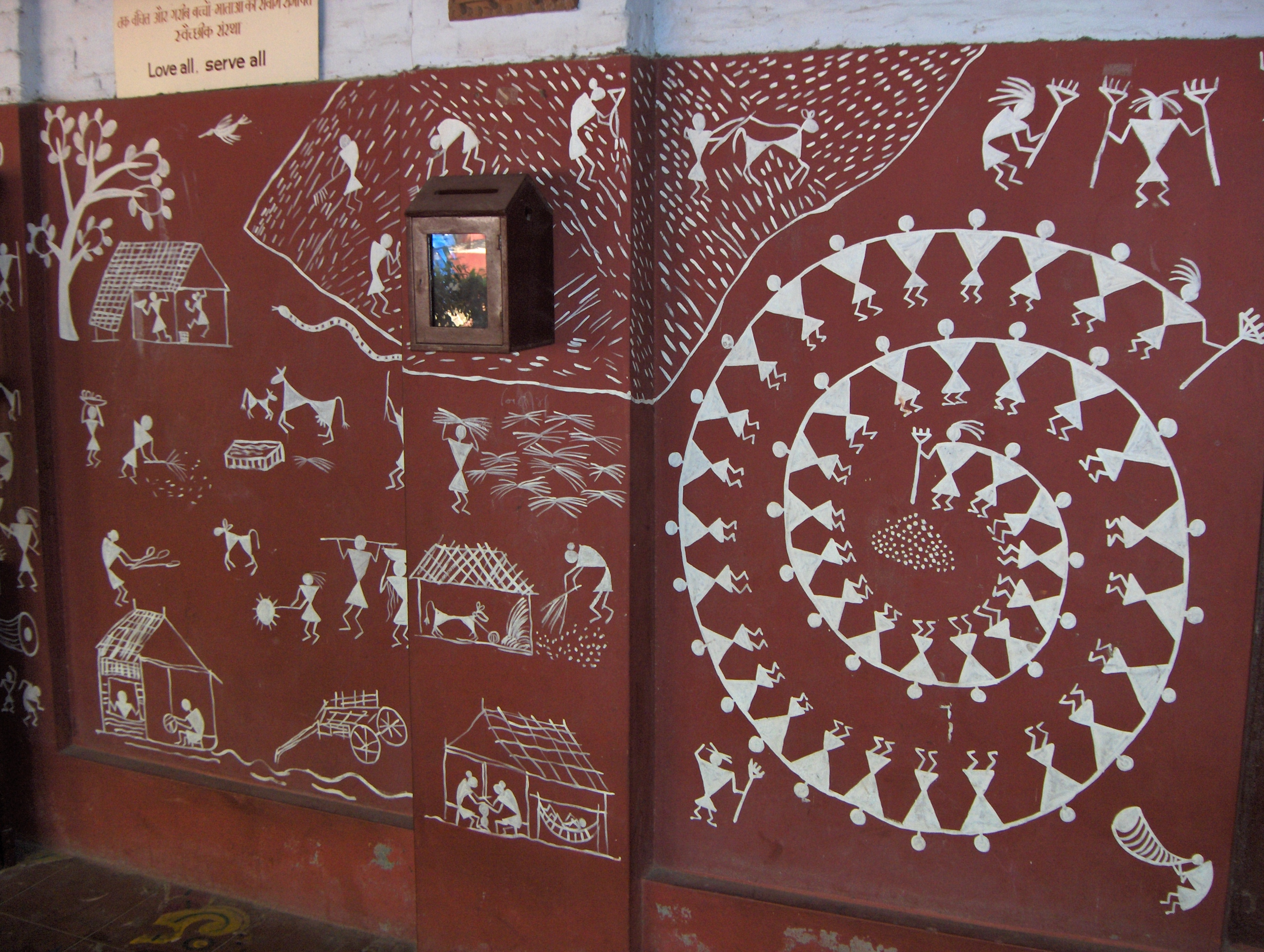
Искусство варли, Сабармати Ашрам, Индия, 2006
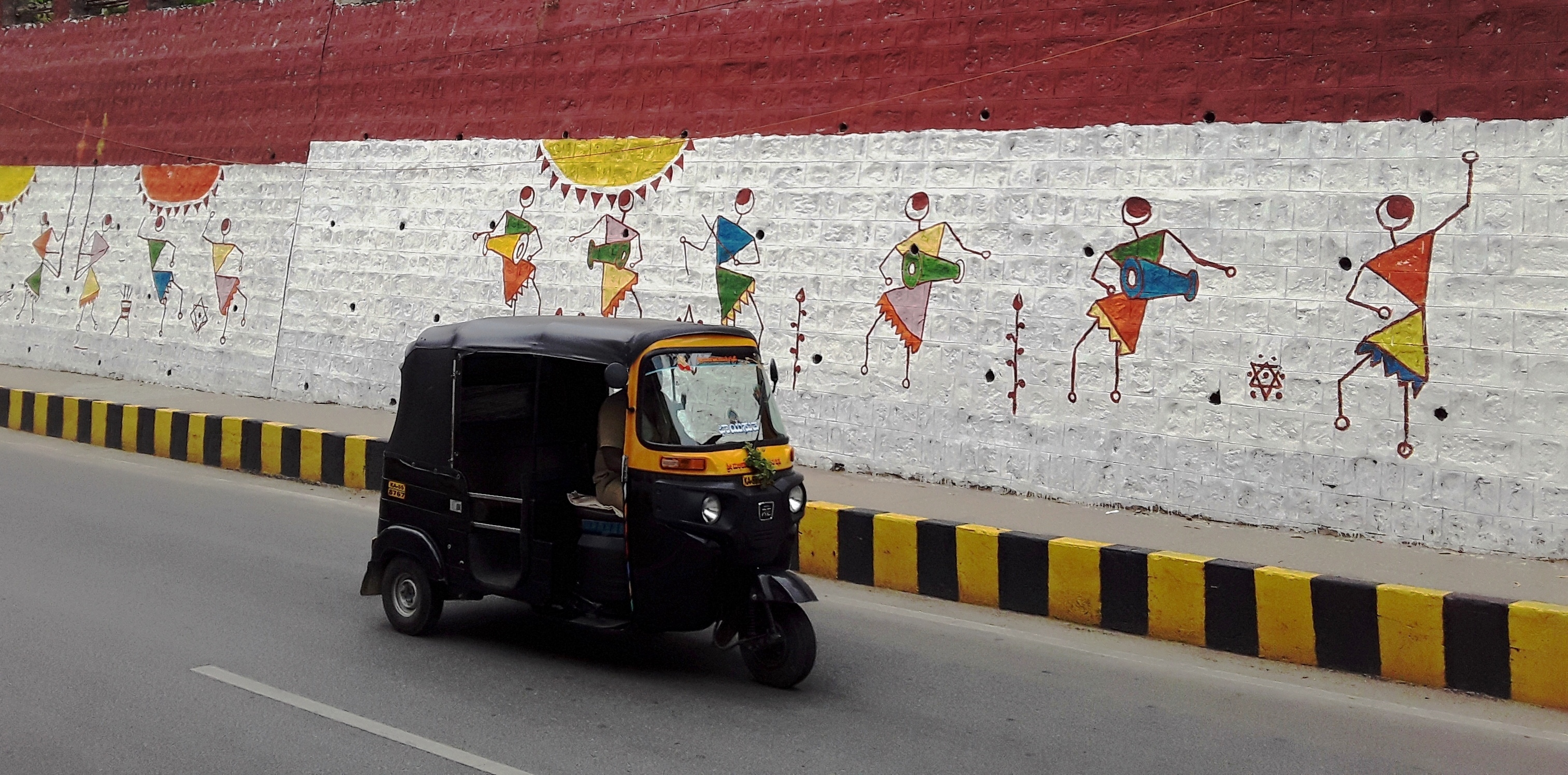
Картины варли, Майсур, Индия
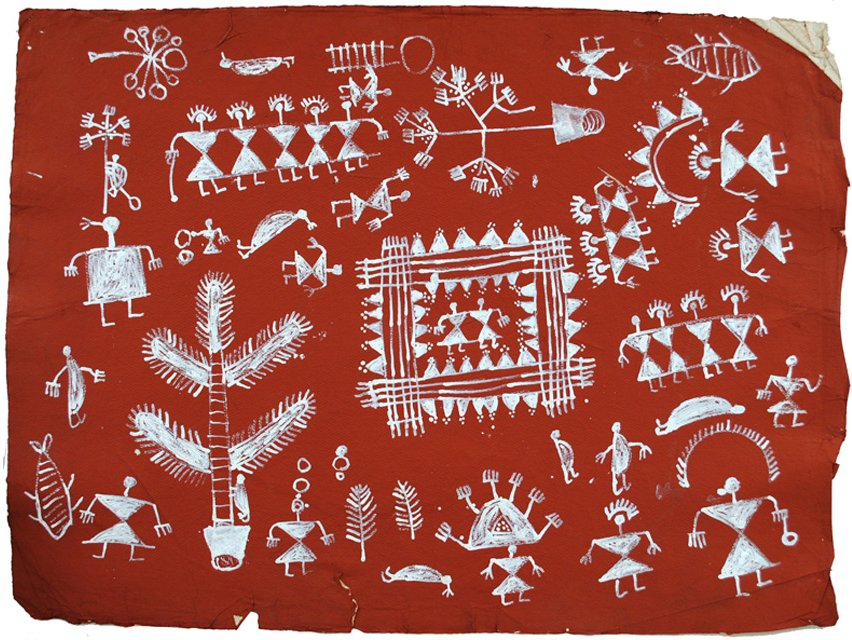
Неизвестная картина живописи варли, 64 х 86 см
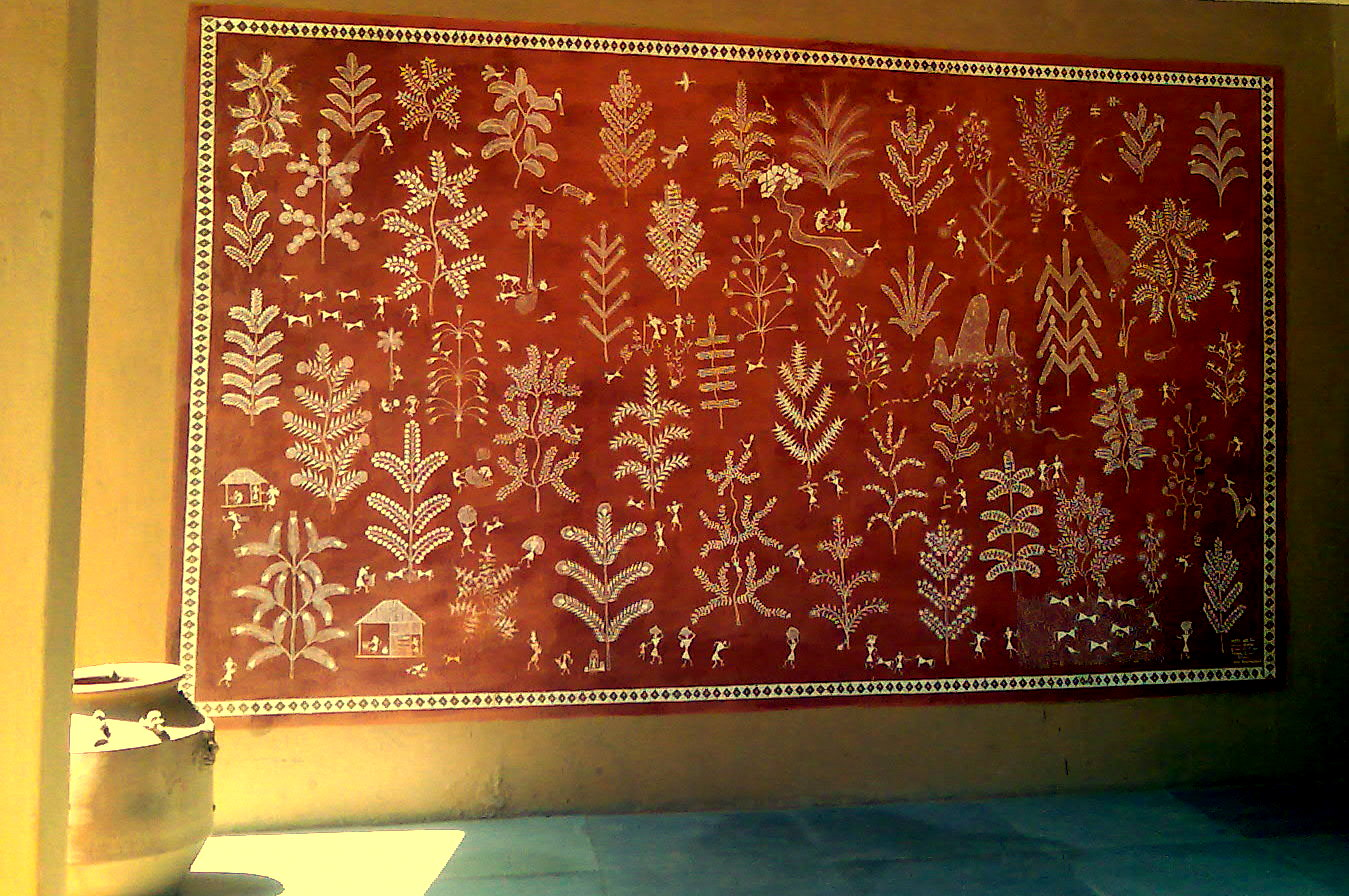
Рисованные молитвы, живопись варли. Музей Санскрити, Дели, Индия

## История возрождения живописи варли
Ритуальные росписи варли создавались исключительно замужними женщинами на внутренних стенах племенных жилищ в рамках комплексных ритуальных церемоний, изображения не обладали самостоятельным эстетическим значением.
Для создания картин стены покрывают коровьим навозом, а изображение наносят рисовой пудрой. Росписи создаются в ходе проведения свадебного обряда, а также по случаю различных локальных праздников, например праздника Нагапанчами, посвященного почитанию кобры. Состоят они обычно из двух-трёх антропоморфных или зооморфных фигур, окружённых геометрическим орнаментом, и называются chowk (букв. «квадрат»). В центре композиции может находиться, например, богиня плодородия Палагхата, если изображение создается по случаю свадьбы, или свернувшаяся в кольцо змея при создании росписи, посвященной Нагапанчами.
Все пространство вокруг центрального образа заполняется многочисленными фигурами животных, растений и людей, занятых повседневными хозяйственными делами или находящихся в танце. Нанесение росписей всегда сопровождается рецитацией соответствующих мифологических сюжетов и аудиальным сопровождением — как правило, особым ритмом барабанного боя, исполняемого магом и жрецом-ритуалистом в сопровождении помощников.
Дживья Сома Маше вошел в историю как первый носитель культуры варли, представивший сакральную настенную живопись именно как объект искусства, перенеся её со стен жилищ на бумагу.

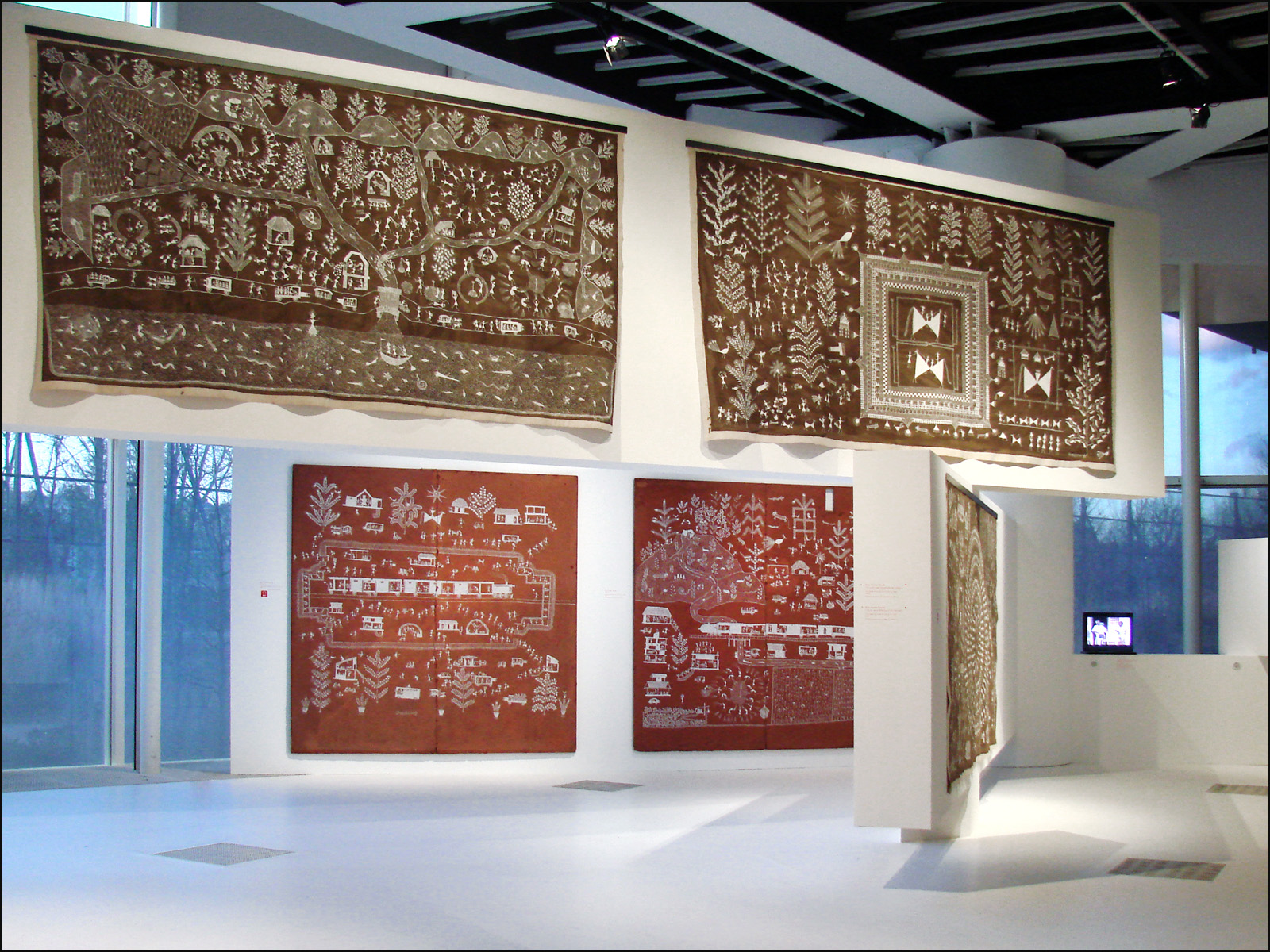
Живопись варли, Музей на набережной Бранли, Париж, Франция

После ряда выставок внутри страны (наиболее значимые — персональная выставка в галерее «Чемулд» («Chemould») в Бомбее в 1975 г. и выставка племенного искусства в Дели в 1976 г.), к началу 1980-х популярность Маше вышла на международный уровень, и он принял участие в крупных выставках за пределами Индии, например, в работе Фестиваля Индии в Лондоне в 1985 г. и в выставке «Magiciens de la terre», прошедшей в Национальном центре искусства и культуры им. Жоржа Помпиду в Париже в 1989 г.
С тех пор он начал выставляться во многих музеях мира в Великобритании, Италии, Германии и США. В ноябре-декабре 1987 г. Дживья Маше посетил и Советский Союз, работая на выставке «Традиционные ремесла Индии», устроенной по программе Советско-индийского фестиваля культуры в 1987—1988 гг. в Государственном музее этнографии народов СССР (ныне — Российский этнографический музе. Маше принял участие в её работе наряду с другими мастерами из разных регионов Индии.
Широкую популярность в Европе Маше получил также благодаря совместной работе с британским скульптором и художником-авангардистом Ричардом Лонгом. Проект «Дживья Сома Маше / Ричард Лонг: встреча в Индии» был задуман Эрве Педриолле. Особенность проекта состояла в том, что его участники могли общаться исключительно посредством искусства: главной проблемой был языковой барьер. Француз Э. Педриолле почти не говорил по-английски, Д. С. Маше знал только язык варли, а британец Ричард Лонг знал лишь несколько слов по-французски. Результатом эксперимента стали две совместные международные выставки Маше и Лонга в Германии (Музей Кунстпаласт в Дюссельдорфе, 2003) и Италии (Павильон современного искусства в Милане, 2004). Э. Педриолле также является владельцем частной галереи современного индийского искусства в Париже, представляющей работы племенных и народных художников.